# Din hånd i min hånd
Din hånd i min hånd, med text av Elisabeth Andreassen, Petter Anthon Næss och Thomas G:son och musik av Thomas G:son, är en norskspråkig sång som sångartrion Kikki, Bettan & Lotta sjöng i norska Norsk Melodi Grand Prix 2003. Din hånd i min hånd slutade där på fjärde plats. Kikki, Bettan & Lotta blev utbuade, och påstod att det berodde på att Kikki Danielsson och Lotta Engberg är svenskor, och Sverige hade några timmar tidigare, då världsmästerskapen i nordisk skidsport 2003 i Val di Fiemme i Italien, nått placeringarna 2, 3 och 4 på herrarnas femmil, medan Norges bästa placering i loppet var en 24:e-plats. 
Den danska musikgruppen 2be1 släppte i april 2006 singeln "Kom ta' min hand", som är en danskspråkig version av sången. Den danskspråkiga versionen skrev Thomas G:son ihop med Nan & Andy Villadsen. 

### Fotnoter
1. ↑  ”De blev utbuade”. Expressen. 2 mars 2003. Arkiverad från originalet den 25 maj 2012. https://archive.is/20120525135012/http://www.expressen.se/noje/musik/de-blev-utbuade/. Läst 22 april 2011.
2. ↑  ”2be1”. http://www.2be1.dk/komtaminhand.htm. Läst 22 april 2011.[död länk]